# Cayamant
Cayamant est une municipalité du Québec (Canada) située dans la MRC de La Vallée-de-la-Gatineau dans l'Outaouais.

## Géographie
Cayamant est située au sud-ouest de Maniwaki, au nord-ouest de Gracefield et au sud-ouest de Blue Sea.

## Toponymie
« Érigée en 1906 comme municipalité du canton de Dorion, elle recevra son nom actuel à la fin de 1988, en raison de multiples problèmes que soulevait sa désignation identique à celle de la ville de Dorion. Le nom retenu pour identifier la nouvelle municipalité provient de l'entité physique la plus importante du territoire, le lac Cayamant, sur les bords duquel quelques colons s'installent entre 1890 et 1900. Par ailleurs, Lac-Cayamant identifie la localité véritablement établie en 1918, année de l'érection canonique de la paroisse de Saint-Roch-du-Lac-Cayamant qui compte alors 52 familles; elle regroupe de nos jours le noyau principal de la population de même que le bureau de poste local depuis 1943, auparavant Lake Cayamont (1902-1943). Le terme algonquin Kakgama, Kandikagamaw ou Kandikagama a pour sens lac porc-épic, tout comme en cri. Certains y voient, par ailleurs, Kantuagama, lac qui a une grande baie. »

## Démographie
| 1991 | 1996 | 2001 | 2006 | 2011 | 2016 | 2021 |
| ---- | ---- | ---- | ---- | ---- | ---- | ---- |
| 548  | 706  | 691  | 811  | 875  | 821  | 895  |

Le recensement de 2011 y dénombre 875 habitants, soit 7,9 % de plus qu'en 2006.

## Administration
Les élections municipales se font en bloc pour le maire et les six conseillers.
| Cayamant Maires depuis 2001                                                                                          |                          |         |          |
| Élection | Maire                    | Qualité | Résultat |
| 2001 | Aurèle Rochon            |         | Voir     |
| 2005 | Suzanne Labelle Lamarche |         | Voir     |
| 2009 | Pierre Pedro Chartrand   |         | Voir     |
| 2013 | Chantal Lamarche         |         | Voir     |
| 2017 | Nicolas Malette          |         | Voir     |
| 2021 | Nicolas Malette          | Voir    |          |
| Élection partielle en italique Depuis 2005, les élections sont simultanées dans toutes les municipalités québécoises |                          |         |          |

## Services
La municipalité compte dans son territoire une église, un bureau de poste, certains dépanneurs, et une école primaire.

## Galerie de photos

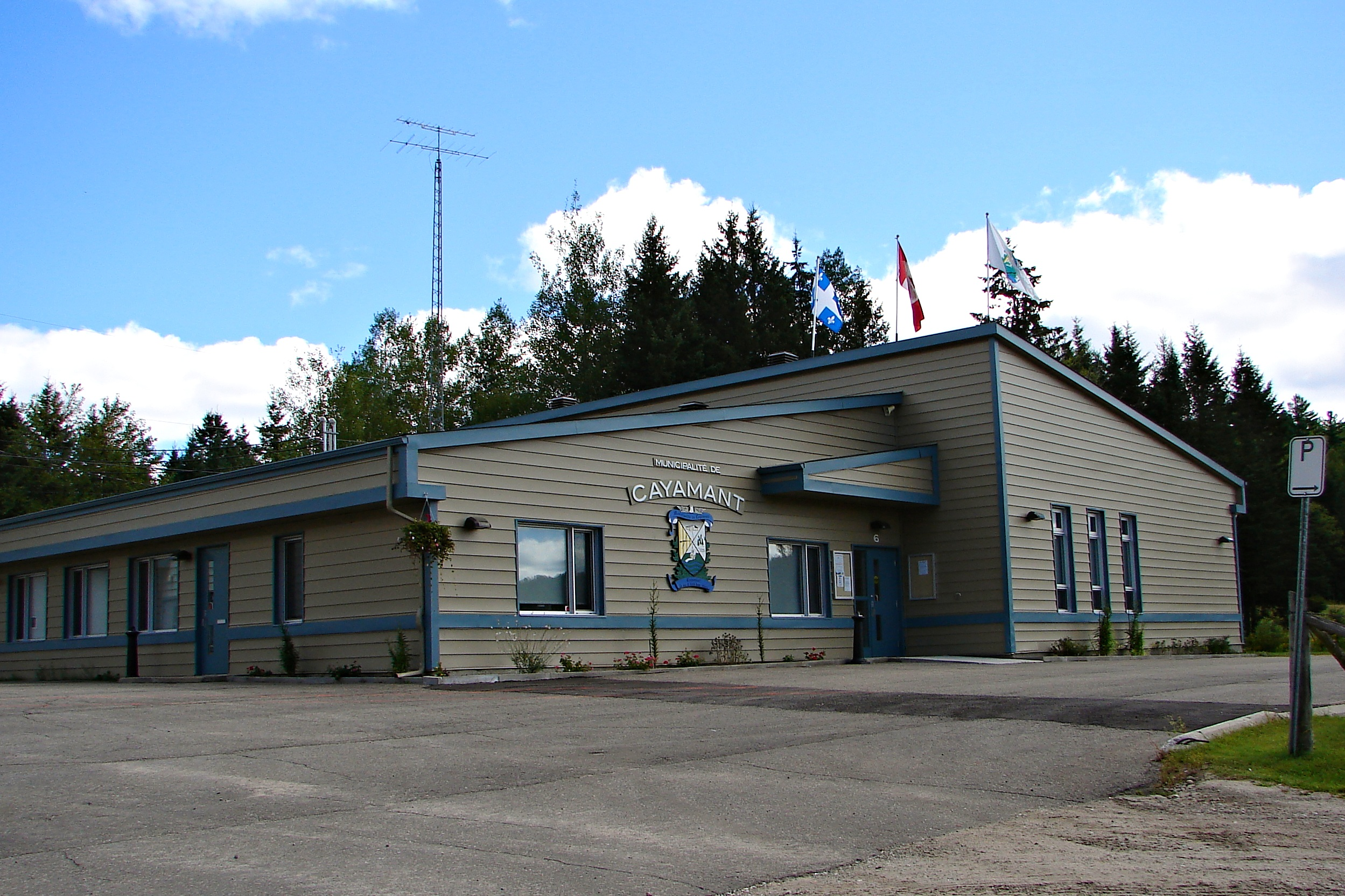
Hôtel de Ville